# Damernas 500 meter i hastighetsåkning på skridskor vid olympiska vinterspelen 1984
Damernas 500 meter i skridskor vid de olympiska vinterspelen 1984 avgjordes den 10 februari 1984 på Olimpijska Dvorana Zetra. Loppet vanns av Christa Rothenburger från Östtyskland.
33 skridskoåkare från 16 nationer deltog på distansen.

## Rekord
Gällande världsrekord och olympiska rekord före Vinter-OS 1984:
| Världsrekord     | Christa Rothenburger (GDR) | 39,69 | Alma-Ata, Kazakiska SSR, Sovjetunionen | 25 mars 1983     |
| Olympiskt rekord | Karin Enke (GDR)           | 41,78 | Lake Placid, New York, USA             | 15 februari 1980 |

Följande nya världsrekord och olympiska rekord sattes under tävlingen:
| Datum       | Idrottare            | Nation        | Tid   | OR | VR |
| ----------- | -------------------- | ------------- | ----- | -- | -- |
| 10 februari | Natalja Sjive        | Sovjetunionen | 41,50 | OR |    |
| 10 februari | Christa Rothenburger | Östtyskland   | 41,02 | OR |    |

## Medaljörer
| Gren      | Guld                             | Silver                 | Brons                       |
| 500 meter | Christa Rothenburger Östtyskland | Karin Enke Östtyskland | Natalja Sjive Sovjetunionen |

## Resultat
| Placering | Idrottare               | Nation        | Tid     | Skillnad | Noteringar |
| --------- | ----------------------- | ------------- | ------- | -------- | ---------- |
| 1         | Christa Rothenburger    | Östtyskland   | 41,02   | –        | (OR)       |
| 2         | Karin Enke              | Östtyskland   | 41,28   | +0,26    |            |
| 3         | Natalja Sjive           | Sovjetunionen | 41,50   | +0,48    |            |
| 4         | Irina Kulesjova         | Sovjetunionen | 41,70   | +0,68    |            |
| 5         | Skadi Walter            | Östtyskland   | 42,16   | +1,14    |            |
| 6         | Natalja Petrusjova      | Sovjetunionen | 42,19   | +1,17    |            |
| 7         | Monika Holzner          | Västtyskland  | 42,40   | +1,38    |            |
| 8         | Bonnie Blair            | USA           | 42,53   | +1,51    |            |
| 9         | Erwina Ryś-Ferens       | Polen         | 42,71   | +1,69    |            |
| 10        | Katie Class             | USA           | 42,97   | +1,95    |            |
| 11        | Silvia Brunner          | Schweiz       | 42,99   | +1,97    |            |
| 11        | Seiko Hashimoto         | Japan         | 42,99   | +1,97    |            |
| 13        | Connie Paraskevin       | USA           | 43,05   | +2,03    |            |
| 14        | Zofia Tokarczyk         | Polen         | 43,13   | +2,11    |            |
| 15        | Lilianna Morawiec       | Polen         | 43,43   | +2,41    |            |
| 16        | Hiromi Ozawa            | Japan         | 43,46   | +2,44    |            |
| 17        | Marzia Peretti          | Italien       | 43,63   | +2,61    |            |
| 18        | Annette Carlén-Karlsson | Sverige       | 43,65   | +2,63    |            |
| 19        | Emese Hunyady           | Ungern        | 43,70   | +2,68    |            |
| 20        | Sylvie Daigle           | Kanada        | 43,74   | +2,72    |            |
| 20        | Sigrid Smuda            | Västtyskland  | 43,74   | +2,72    |            |
| 22        | Shoko Fusano            | Japan         | 43,75   | +2,73    |            |
| 22        | Lee Yeon-ju             | Sydkorea      | 43,75   | +2,73    |            |
| 24        | Edel Therese Høiseth    | Norge         | 43,96   | +2,94    |            |
| 25        | Cao Guifeng             | Kina          | 44,11   | +3,09    |            |
| 26        | Shen Guoqin             | Kina          | 44,21   | +3,19    |            |
| 27        | Thea Limbach            | Nederländerna | 44,31   | +3,29    |            |
| 28        | Miao Min                | Kina          | 44,49   | +3,47    |            |
| 29        | Choi Seung-yoon         | Sydkorea      | 44,79   | +3,77    |            |
| 30        | Ria Visser              | Nederländerna | 45,05   | +4,03    |            |
| 31        | Dubravka Vukušić        | Jugoslavien   | 51,99   | +10,97   |            |
| 32        | Bibija Kerla            | Jugoslavien   | 58,23   | +17,21   | Fall       |
| 33        | Alie Boorsma            | Nederländerna | 1:02,05 | +21,03   | Fall       |